# Jan Kościelniak
Jan Kościelniak (ur. 14 czerwca 1936 w Poznaniu, zm. 5 lutego 2007) – polski inżynier i polityk, poseł na Sejm X kadencji.

## Życiorys
Ukończył studia na Wydziale Budownictwa Lądowego Politechniki Poznańskiej w 1959, uzyskując tytuł zawodowy magistra inżyniera budownictwa. Pracował w Poznańskim Przedsiębiorstwie Robót Inżynieryjnych oraz jako naczelny inżynier uzdrowiska w Kołobrzegu, gdzie był również przewodniczącym Powiatowego Komitetu Stronnictwa Demokratycznego. W 1967 podjął pracę w prezydium Wojewódzkiej Rady Narodowej w Szczecinie, w 1977 został dyrektorem Rejonowego Przedsiębiorstwa Gospodarki Komunalnej i Mieszkaniowej w Policach.
Bez powodzenia ubiegał się o mandat poselski w wyborach w 1985. W 1989 został wybrany na posła na Sejm kontraktowy w okręgu szczecińskim z puli SD. Zasiadał w Komisji Polityki Gospodarczej, Budżetu i Finansów, Komisji Polityki Przestrzennej, Budowlanej i Mieszkaniowej, Komisji Ochrony Środowiska, Zasobów Naturalnych i Leśnictwa i Komisji Samorządu Terytorialnego, Gospodarki Przestrzennej i Komunalnej. W 1991 nie uzyskał reelekcji z listy SD. Na początku lat 90. pełnił obowiązki dyrektora Banku Ochrony Środowiska w Szczecinie. W 1993 startował w wyborach parlamentarnych z listy KKW „Ojczyzna”, jednak mandatu również nie uzyskał.
W 1974 otrzymał Złoty Krzyż Zasługi, a w 1988 Krzyż Oficerski Orderu Odrodzenia Polski.
Pochowany na cmentarzu Centralnym w Szczecinie.